# Station Paravur
Het treinstation van Paravur (Malayalam: പരവൂർ തീവണ്ടിനിലയം) is een treinstation dat de stad Paravur bedient in het district Kollam in het zuiden van Kerala, India. Het ligt 15,8 km van het districtshoofdkwartier aan de lijn van Quilon Junction naar Thiruvananthapuram. 16 treinparen[Per dag? Per week?] stoppen in Paravur.